# Nino Habun
Nino Habun, född 30 maj 1979, är en friidrottare från Kroatien. Han deltog vid olympiska sommarspelen 2000.